# Rising Star, Texas
Rising Star là một thị trấn thuộc quận Eastland, tiểu bang Texas, Hoa Kỳ. Năm 2010, dân số của thị trấn này là 835 người.

## Dân số
- Dân số năm 2000: 835 người.
- Dân số năm 2010: 835 người.